# Salvatore Pincherle
Salvatore Pincherle est un mathématicien italien né le 11 mars 1853 à Trieste et mort le 10 juillet 1936 à Bologne. Ses recherches ont notamment porté sur l'analyse fonctionnelle dont il est, avec Vito Volterra, l'un des théoriciens. Il est également l'un des fondateurs de l'Union mathématique italienne et a présidé le Congrès international des mathématiciens en 1928 à Bologne.

## Biographie sommaire
Salvatore Pincherle naît dans une famille juive de Trieste (alors rattachée à l'empire d'Autriche) et passe son enfance à Marseille. Après des études secondaires au lycée Thiers, il intègre en 1869 l'université de Pise où il devient l'élève de Enrico Betti et Ulisse Dini. Il est diplômé en 1874 puis obtient en 1877 une bourse d'études à l'université Humboldt de Berlin sous la direction de Karl Weierstrass. Influencé par ce dernier, il publie son premier article d'importance sur les fonctions analytiques. 
Il est professeur de mathématiques à l'université de Bologne de 1880 à 1928. 
Il publie en collaboration avec Ugo Amaldi son principal ouvrage : Le Operazioni Distributive e loro Applicazioni all'Analisi.

## Publications
- Algebra complementare parte 1: analisi algebrica, Milan, U. Hoepli, 1893 ;
- Algebra complementare parte 2: teoria delle equazioni, Milan, U. Hoepli, 1893 ;
- Algebra elementare, Milan, U. Hoepli, 1894 ;
- Geometria metrica e trigonometria, Milan, U. Hoepli, 1895 ;
- Geometria pura elementare, Milan, U. Hoepli, 1895 ;
- Le operazioni distributive e le loro applicazioni all'analisi con Ugo Amaldi, Bologne, N. Zanichelli, 1901 ;